# Sanggye (Metro de Seúl)
Sanggye es una estación de la Línea 4 del Metro de Seúl.
Se encuentra en Sanggye-dong, Nowon-gu, Seúl. 

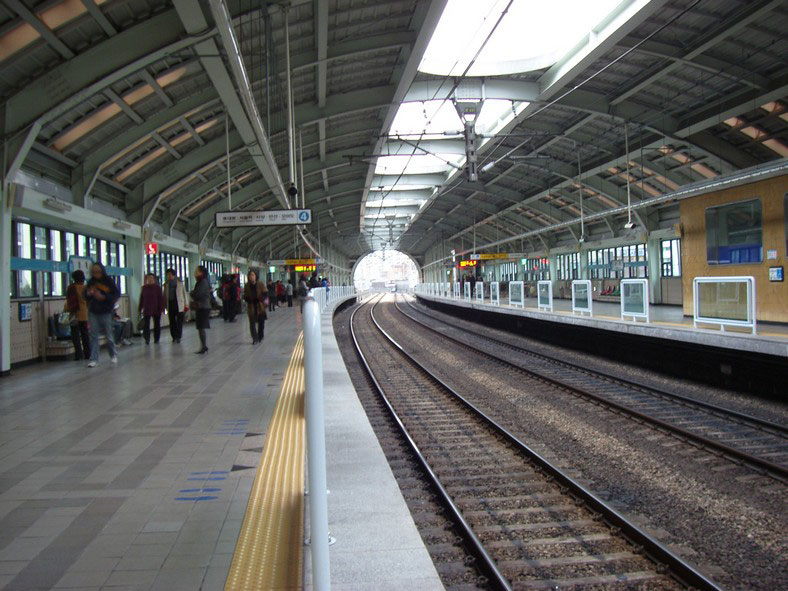
Sanggye.

- Datos: Q490507
- Multimedia: Sanggye Station / Q490507